# 1996 KV1
1995 GY7, também escrito como 1996 KV1, é um objeto transnetuniano (TNO) que está localizado no cinturão de Kuiper, uma região do Sistema Solar. Ele é classificado como um cubewano. Ele possui uma magnitude absoluta (H) de 7,3 e, tem um diâmetro estimado com cerca de 153 km, por isso é pouco provável que possa ser classificado como um planeta anão, devido ao seu tamanho relativamente pequeno.

## Descoberta
1995 GY7 foi descoberto no dia 21 de maio de 1996 pelos astrônomos C. A. Trujillo, D. C. Jewitt e J. X. Luu.

## Órbita
A órbita de 1995 GY7 tem uma excentricidade de 0.108 possui um semieixo maior de 45.020 UA. O seu periélio leva o mesmo a uma distância de 40.165 UA em relação ao Sol e seu afélio a 49.875.